# Албена Врачанска-Петрович
Албена Врачанска-Петрович ) е български пианист, композитор и учител в Люксембург. 

## Биография
Завършва композиция в Националната музикална академия при  Пламен Джуров, Александър Райчев, Божидар Спасов, Лазар Николов и специализира при Клод Леннерс.Работи в „Аполония“ в Созопол, Столична агенция „Музика“ в София.Създава Club des Artistes en Herbe („Клуб на младите артисти“) и  международен конкурс по композиция Artistes en Herbe 2010 в Люксембург. Внучка на композиторa Андрей Врачански.Удостоена е с „Наградата за култура 2007“ на община Есперанж. През 2007 г. е член на журито на конкурсa по композиция „Валентино Букки“ в Рим, Италия.
Преподава пиано в  детската муз.школа по проекта KeK: Kinder entdecken Künstlerinnen.

## Композиции
- Gladius за електрическа китара и оркестър.-2007
- Wann de piano rose gett („Когато пианото се сърди“) – музикална книга, текст: Никол Паулус, илюстрации: Катрин Рабер, Edition „Phi“[4]
- Poémes Os – по текст на Ursula Le Guin от La Vallée de l'éternel retour
- Le paradis brule („Раят в пламъци“) – по текст на Анисе Колц
- El bosque encantando („Омагьосаната гора“) – звуков пейзаж за 2 соло-джидериду, туба и симфоничен оркестър
- Pygmalion – опера-балет
- Concerto – за туба и симфоничен оркестър
- Blaues labyrinth – инструментална опера за духови и ударни инструменти